# 집회서
집회서(Sirach)는 코이네 그리스어로 번역되거나 집필된 구약성경(또는 히브리성경)인 70인역 성경의 일부분이다. 70인역에서 제목은 "시라크의 지혜" (소피아 세이라크, Σοφια Σειραχ)이며, "시라크 아들 예수의 지혜"라는 제목이 붙은 사본도 있다. 히브리어 사본의 제목은 "시라크 아들의 지혜"(세페르 벤 시라, ספר בן סירא) 로 전해진다. 현재의 책제목인 "집회서"는 초기 기독교에서 초기 서방교회 교부들이 신앙에 도움이 되어 교회에서 사용하기 좋은 집회 문헌이라는 의미로 "집회의" 또는 "교회의"(에클레시아스티쿠스, Ecclesiasticus) 책이라고 라틴어로 부른 명칭에서 유래했다. 70인역에서 성문서로서는 총51장이 되는 많은 양의 저작이며, 구약 문헌중에서 유일하게 저자가 알려졌고, 사해 문서가 발견되기 전까지는 제2경전 혹은 외경 중에서 유일하게 히브리어 사본이 존재하였던 문헌이며, 2세기 초엽 바리새 랍비 유대교가 유대계 기독교를 '외경을 보는 이단'으로서 축출하는 와중에 그 근거로서 구체적인 이름이 제시된 유일한 책이다. 개신교회에서와 유대교에서는 외경으로, 로마 가톨릭과 동방 정교회에서는 구약의 제2경전으로 인정하고 있다. "시라크의 아들"을 의미하는 히브리어 "벤 시라크"를 저자의 이름으로 주로 사용하며 "벤 시라"를 사용하기도 한다.

## 내용
집회서는 본래 히브리어로 작성되어 성문서인 지혜문헌의 영향을 받아 작성된 종합적인 지혜문헌이다. 주요한 구약의 지혜문헌인 잠언, 전도서, 욥기 등과 같이 다양한 지혜와 생활의 방침을 제공하고 있다. 특히 지혜의 분야별로 구분하여 저술되었고, 술, 잔치 등과 같이 세부적인 생활에 담긴 지혜까지도 기술하였다.

## 사본
집회서는 히브리어 원문을 코이네 그리스어로 번역한 문헌이지만 근대까지 히브리어 사본을 찾지 못했다. 현재는 코이네 그리스어 사본과 히브리어 사본이 있는 문헌이다. 코이네 그리스어 번역본은 70인역에 포함하였고, 히브리어 사본은 근대에 들어 사해 문헌과 이집트 카이로에 있는 에스라 회당에서 두루마리 문헌을 발견하였다.

## 저자와 목적
집회서의 저자인 벤 시라크는 "시라크의 아들, 예수"로 알려졌으며, 학자들은 그를 기원전 2세기 경에 구약 성경을 잘 이해하고, 유대교 전승과 다양한 중동지역의 지혜 전승, 헬라주의 사상을 이해했던 율법학자로 추정한다. 벤 시라크는 기원전 180-170년 경에 히브리어로 원본을 작성하였고, 이 문헌이 널리 알려졌다가 이름이 알려지지 않은 벤 시라크의 손자가 기원전 132년 경에 코이네 그리스어로 번역한 것으로 알려졌다. 번역자는 집회서 그리스어 번역본의 머리말에서 현대 번역가들의 번역 후기처럼 원본에 관련된 정보와 번역 의도를 기술하였다. 머리말에는 저자의 이름이 자세히 소개되었고, 저자가 율법과 예언서, 다양한 자료를 통달했다고 소개하며 번역은 유에르게테스 왕 삼십 팔년에 시작했다고 기술하였다. 번역의도는 이국땅에서 살며 학문을 사랑하고 올바른 행실로 율법을 따르게 하고 싶어서였다고 밝혔다.

## 특징
집회서는 유대인 뿐만 아니라 초기 기독교인들이 자주 읽었던 구약 문헌이며 코이네 그리스어 번역본인 70인역으로 널리 알려졌고, 헬레니즘의 로고스와 구약성경의 지혜가 유사한 것으로 기술되었고 유대교의 지혜 사상과 헬레니즘의 로고스 사상이 융화할 수 있음을 보여주는 문헌이다.